# Klebriger Salbei
Der Klebrige Salbei (Salvia glutinosa), auch Gelber Salbei und Kleb-Salbei genannt, ist eine Pflanzenart aus der artenreichen Gattung Salbei (Salvia) in der Familie der Lippenblütler (Lamiaceae). Er ist in Eurasien verbreitet.

## Beschreibung

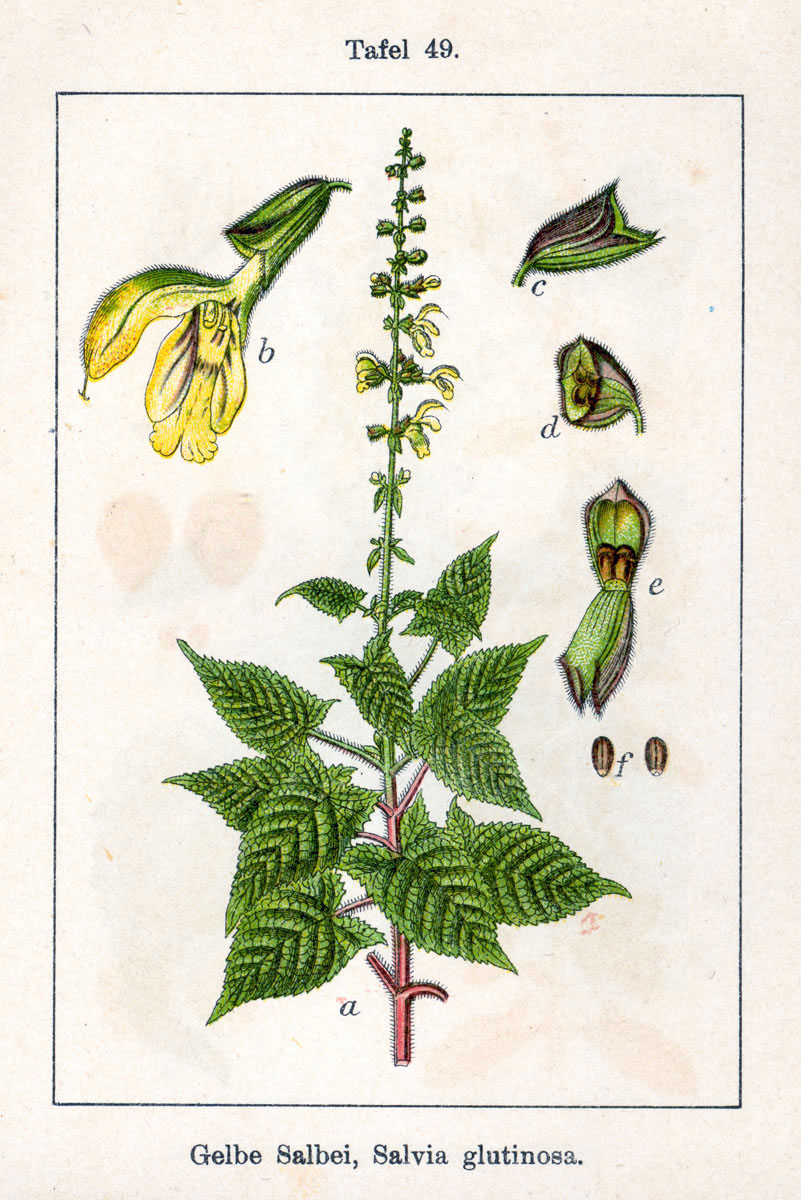
Illustration aus Sturm: Deutschlands Flora in Abbildungen, 1796

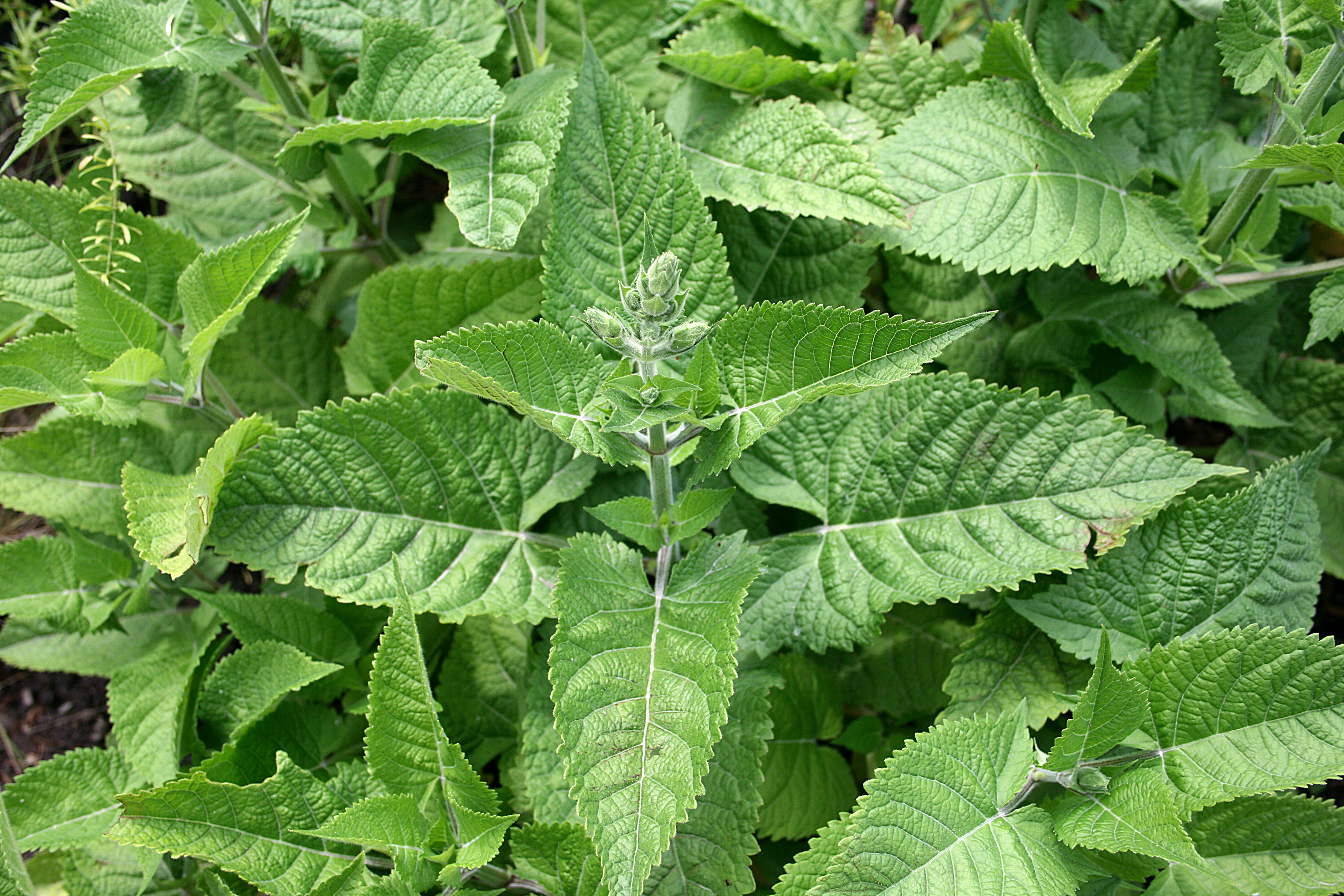
Gegenständige Laubblätter

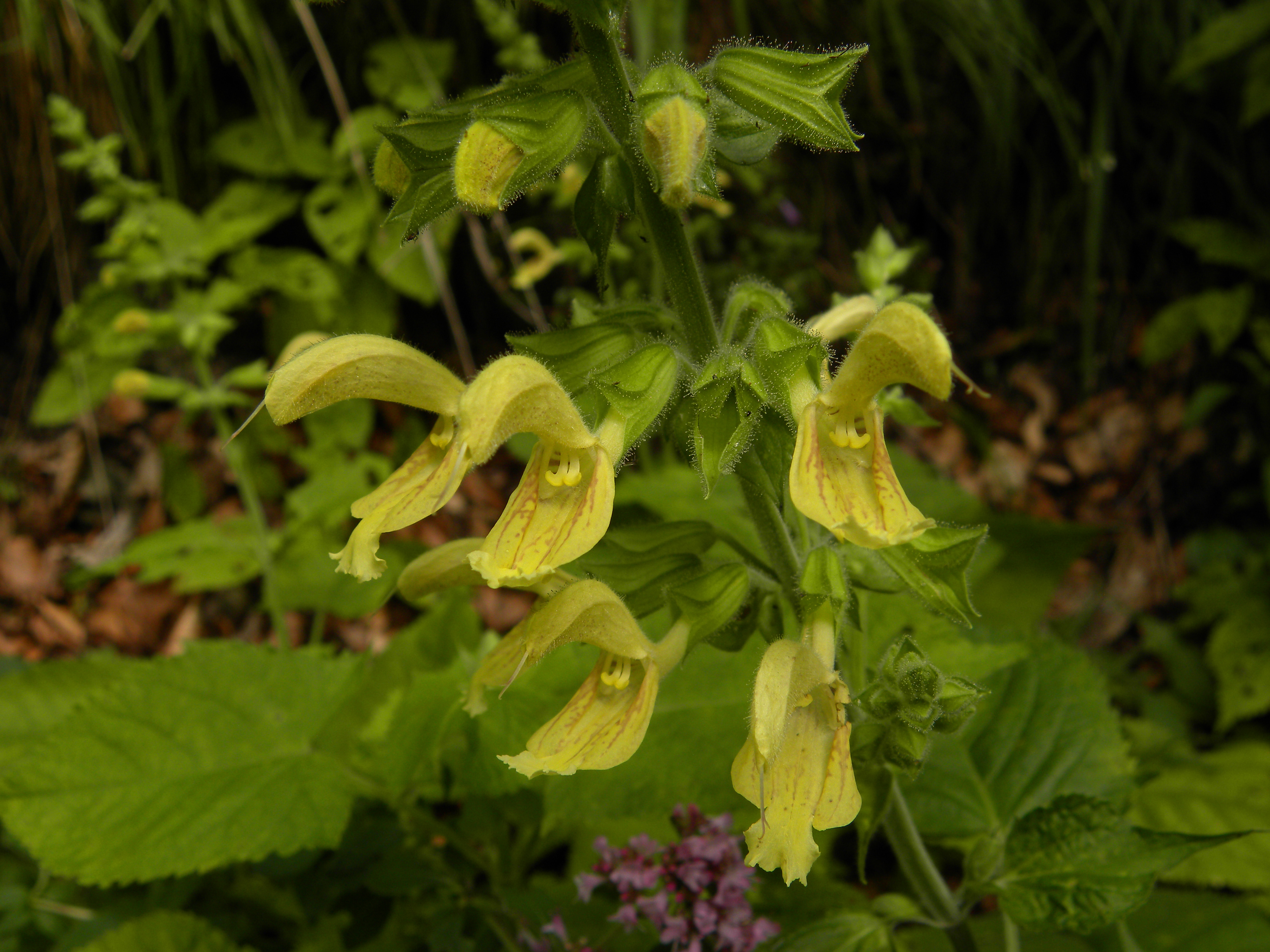
Blütenstand

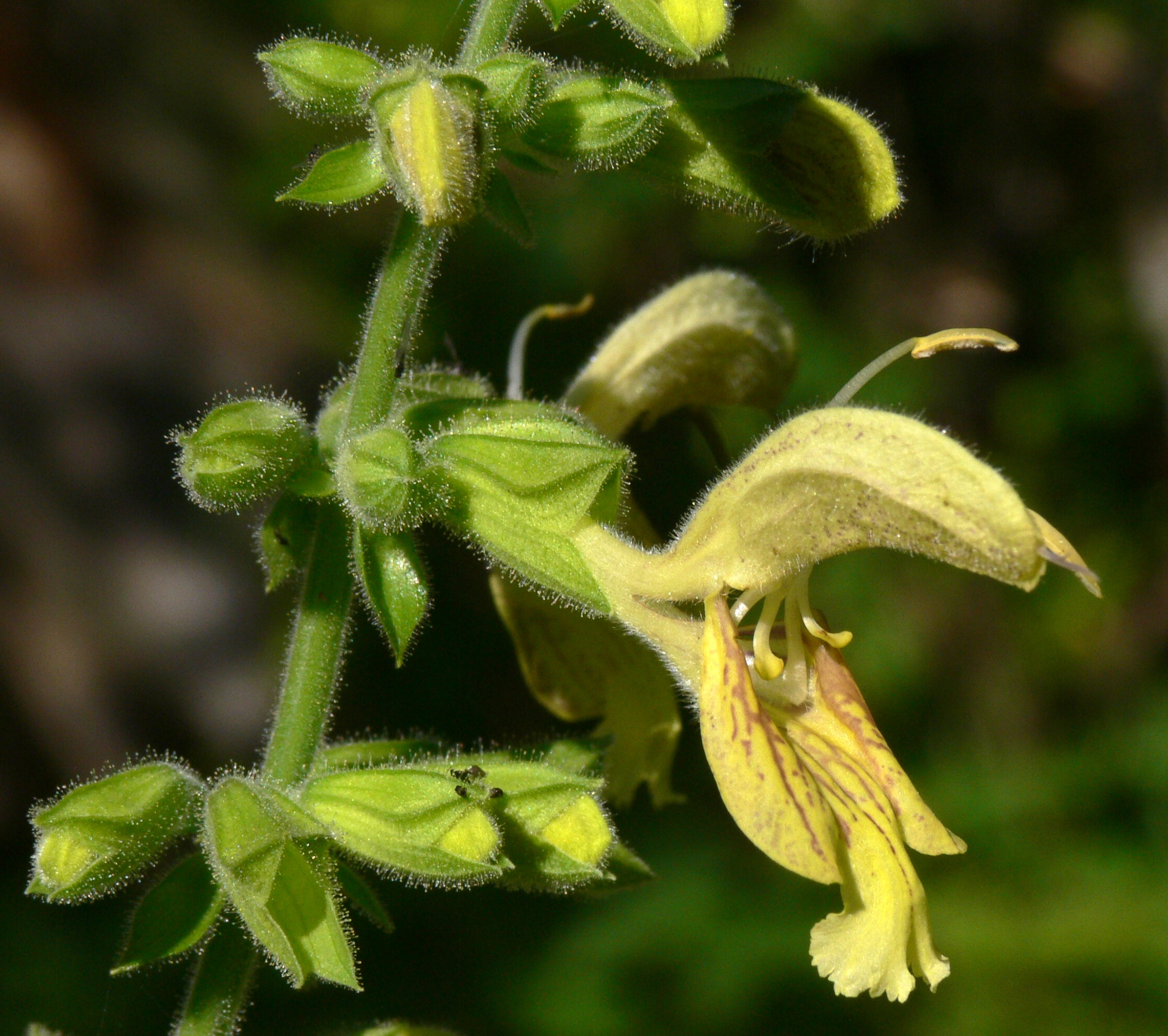
Blüte im Detail

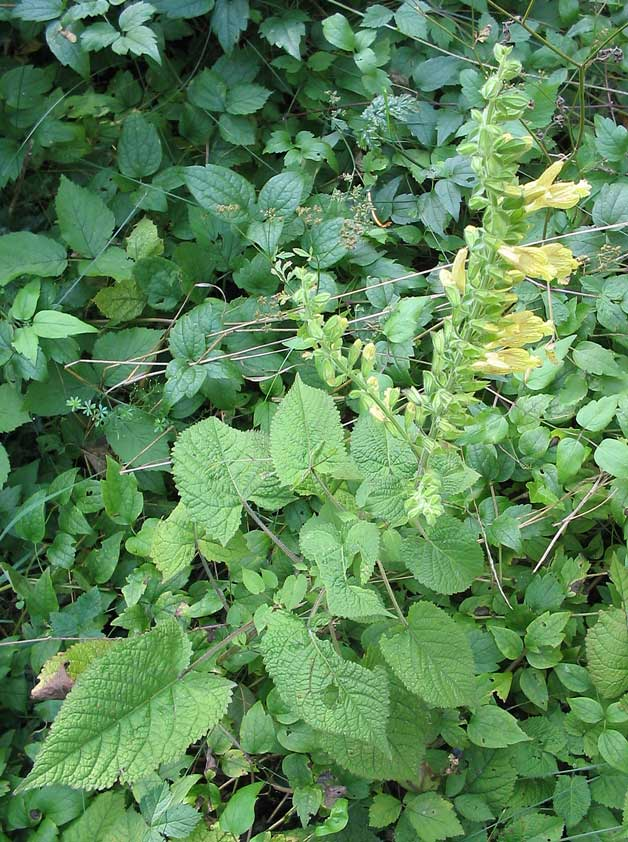
Habitus und Laubblätter von oben

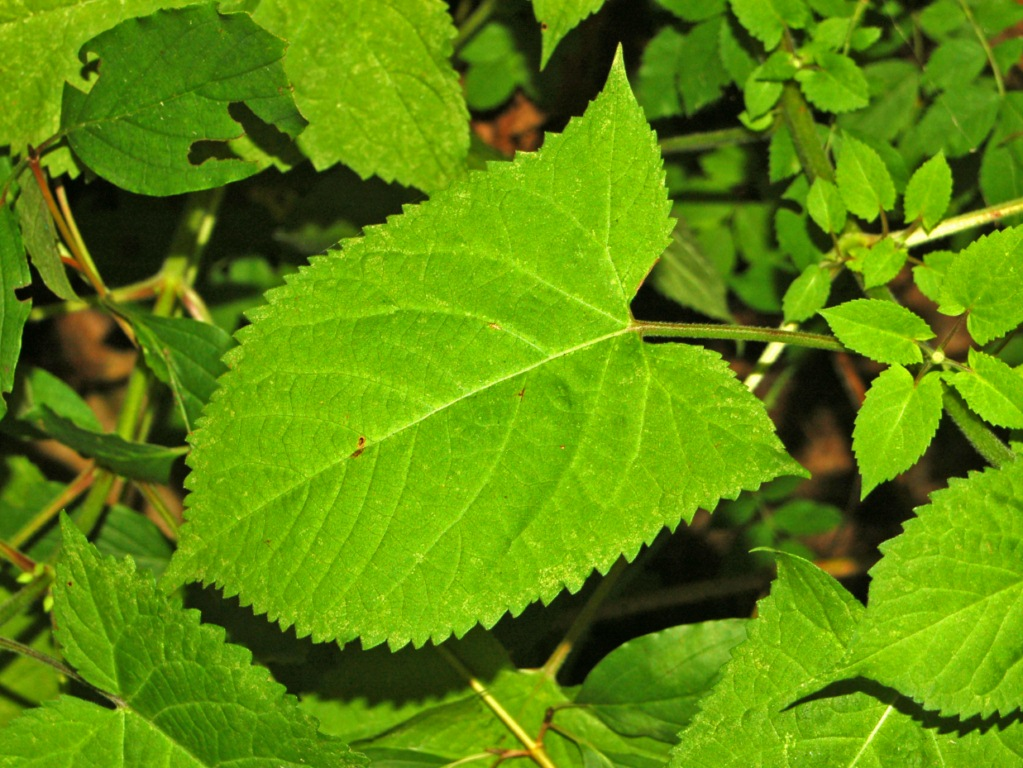
Gestieltes Laubblatt

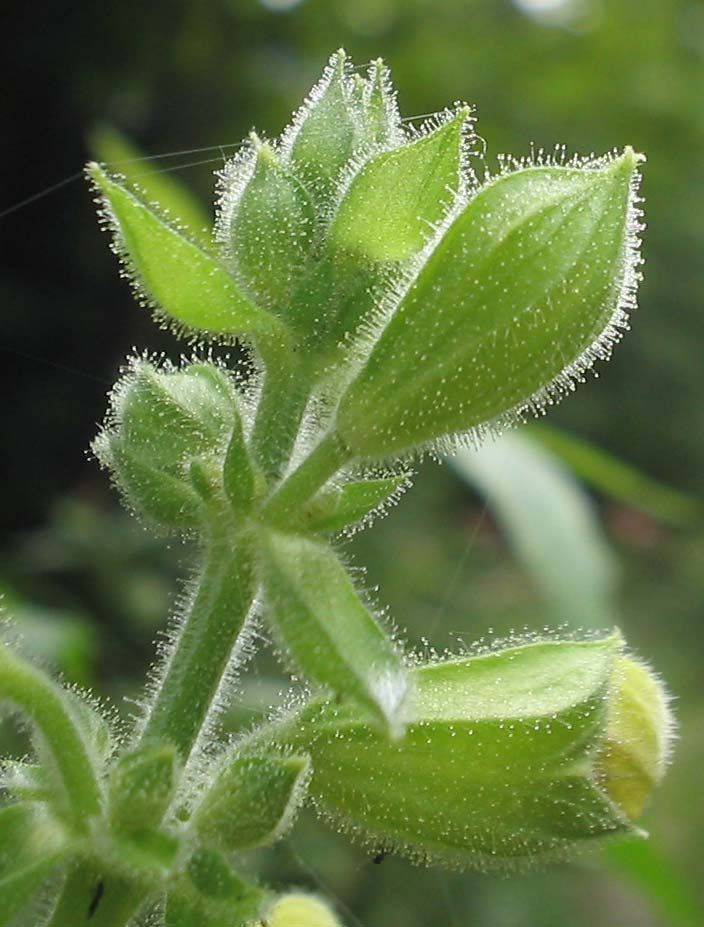
Drüsige Behaarung

### Erscheinungsbild und Blatt
Der Klebrige Salbei wächst als sommergrüne, ausdauernde, krautige Pflanze und erreicht Wuchshöhen von 40 bis 80, selten bis zu 120 Zentimetern. Stängel, Laubblätter und Kelchblätter sind klebrig behaart (Indument). 
Der einfache, kräftige und stumpf 4-kantige Stängel wächst aufrecht. Im unteren Bereich ist er mehr oder weniger kahl, nach oben hin entwickelt er eine dicht klebrige und drüsige Behaarung. Die klebrigen Drüsenhaare erfüllen vermutlich eine Schutzfunktion gegen Fressfeinde und kleine Insekten, die nicht der Bestäubung dienen.
Die gegenständig am Stängel angeordneten, 8 bis 15 Zentimeter langen, frischgrünen Laubblätter sind im unteren und mittleren Stängelabschnitt lang gestielt, im oberen oft sitzend. Die Blätter nehmen von unten nach oben rasch an Größe ab. Die frischgrünen Blattspreiten sind spießförmig bis eiförmig oder im obersten Bereich mit keilig vorgezogenem Grund versehen. Die unteren Blätter sind ca. 6 bis 12 Zentimeter lang gestielt, wobei der Blattstiel eine rückwärts abstehende Behaarung aufweist. Ihre lang und scharf zugespitzte Spreite wird etwa 8 bis 16 Zentimeter lang und 5 bis 12 Zentimeter breit. Blattober- und Blattunterseite zeigen eine lockere, weiche Behaarung. Die Spreite ist mit großen, spitzen Öhrchen versehen. Der Blattrand ist grob unregelmäßig gesägt.

### Blütenstand, Blüte und Frucht
Die Blütezeit erstreckt sich im Hochsommer von Juli bis September. Der Gesamtblütenstand besteht aus 6 bis 16 scheinquirligen Teilblütenständen mit je vier bis sechs Blüten. Die kleinen Tragblätter des Blütenstandes sind krautig mit oval-lanzettlicher Spreite. Der Blütenstiel ist 3 bis 6 Millimeter lang und weist eine drüsig flaumige Behaarung auf.

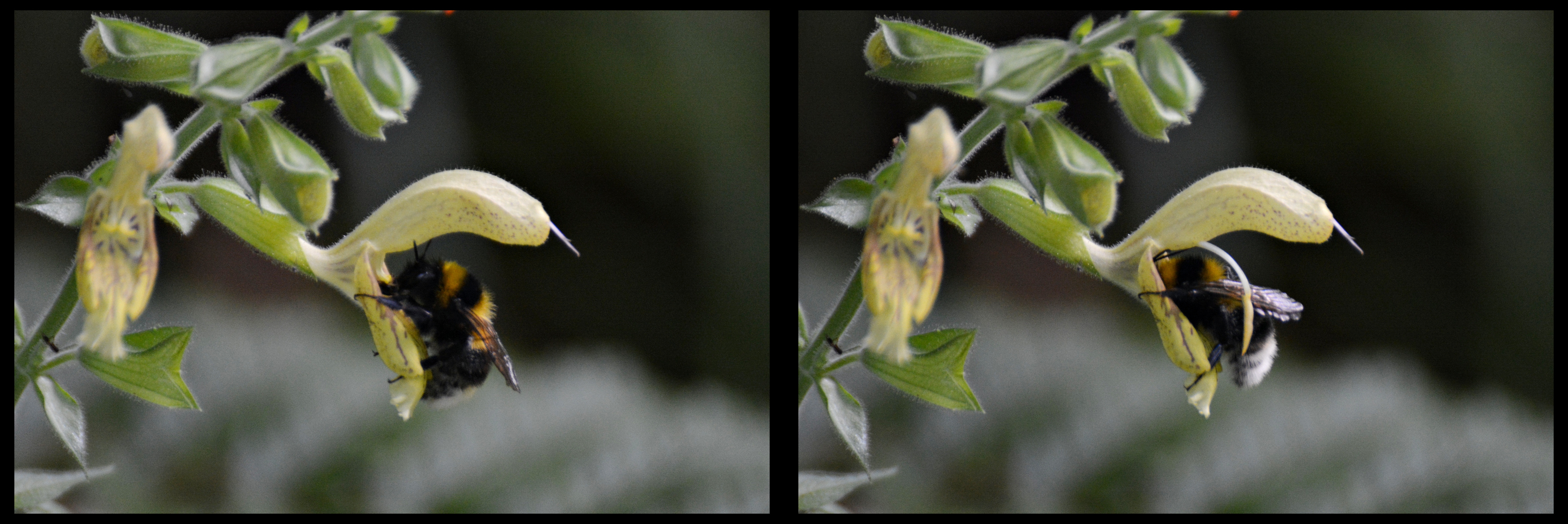
Hummel beim Bestäuben einer Blüte

Die zwittrige Blüte ist zygomorph und fünfzählig mit doppelter Blütenhülle. Die fünf grünen, drüsig behaarten Kelchblätter sind glockenförmig verwachsen, sie sind 12 bis 16 Millimeter lang und zeigen eine ungeteilte, kurze und sehr breite Oberlippe. Die lebhaft gelb gefärbte und rotbraun punktierte oder gestreifte Blütenkrone ist 3 bis 4,5 Zentimeter lang. Die Kronröhre springt deutlich hervor. Die Oberlippe ähnelt von der Form einer Sichel und ist etwa 15 Millimeter lang. Die Unterlippe hat 2 breite abgerundete Seitenlappen und einen herabgeschlagenen, vorn verbreiterten, gezähnelten Mittellappen. Je Blüte sind zwei Staubblätter vorhanden. Die oberen Konnektivschenkel der Staubblätter sind 6 bis 8 Millimeter lang und liegen gewöhnlich der Oberlippe an. Die unteren Konnektivschenkel sind nur 3 bis 4 Millimeter lang und als angeschwollene, fast keulenförmige, kurz zusammenhängende Löffel mit ganz verkümmerten Antherenästen ausgebildet. Der untere Narbenast in der Richtung des Griffels ist länger als der obere. Die Klausenfrucht zerfällt in vier Klausen. Die Klausen besitzen eine Länge von 3,5 bis 3,8 Millimetern, eine Breite von 1,8 bis 2,0 Millimetern sowie eine Dicke von 1,1 bis 1,2 Millimetern. Sie sind glatt und braun.

### Chromosomensatz
Die Chromosomengrundzahl beträgt meist x = 8; es liegt meist Diploidie vor, also 2n = 16.

## Ökologie
Beim Klebrigen Salbei handelt es sich um einen mesomorphen bis hygromorphen Hemikryptophyten. Er besitzt eine Pleiokorm-Pfahlwurzel als Speicherorgan. Dies bedeutet, dass eine sprossbürtige Bewurzelung möglich ist, selbstständige Individuen im Sinne von vegetativer Ausbreitung jedoch nicht entstehen. Basale Achselknospen stellen die Innovation sicher. 
Blütenökologisch handelt es sich um vormännliche „eigentliche Lippenblumen“, die Nektar anbieten. Bestäuber sind Bienen und Hummeln, wobei Hummeln als Hauptbestäuber in Erscheinung treten. Zur normalen Ausbeutung des Nektars ist eine Rüssellänge von mehr als 15 Millimeter erforderlich.
Ausbreitungseinheiten (Diasporen) sind gewöhnlich die klebrigen Kelche mit den darin enthaltenen Klausen. Sie unterliegen der Schwerkraftausbreitung und fallen als Ganzes ab oder bleiben an vorbeistreifenden Tieren und Menschen haften (Klettausbreitung, Epichorie). Die Samen sind Kälte- und Dunkelkeimer. Die Fruchtreife ist von September bis November.

### Synökologie
Die Eulenfalterraupen von Messingeule und  Wasserdost-Goldeule nutzen die Blätter des Kleb-Salbeis als Futterquelle. Beide Arten leben polyphag von der Pflanze. Die Wasserdost-Goldeule steht auf der Vorwarnstufe der Roten Liste.

## Vorkommen
Der Klebrige Salbei ist von Südwest- über Mittel-, Ost- und Südosteuropa bis zu Kaukasusraum sowie Westasien verbreitet. Es gibt Fundortangaben für das nördliche Spanien, Frankreich (inklusive Korsika), Deutschland, Österreich, Schweiz, Italien, Polen, die ehemalige Tschechoslowakei, das ehemalige Jugoslawien, Ungarn, Bulgarien, Albanien, Griechenland, Armenien, Aserbaidschan, Georgien, Ukraine, Krim, die Türkei, den nördlichen Iran.
In Deutschland liegen die Hauptvorkommen in den südbayerischen Alpen und dem dortigen Alpenvorland. In den Allgäuer Alpen steigt die Art im Tiroler Teil an der Rotwand bei Elbigenalp bis zu 1700 m Meereshöhe auf. Im Puschlav steigt sie bis 1630 Meter, im Tessin bis 1650 Meter und im Val Müstair bis 1700 Meter Meereshöhe auf.
Die ökologischen Zeigerwerte nach Landolt & al. 2010 sind in der Schweiz: Feuchtezahl F = 3+w (feucht aber mäßig wechselnd), Lichtzahl L = 2 (schattig), Reaktionszahl R = 4 (neutral bis basisch), Temperaturzahl T = 3 (montan), Nährstoffzahl N = 4 (nährstoffreich), Kontinentalitätszahl K = 3 (subozeanisch bis subkontinental).
Der Klebrige Salbei gedeiht in Laub- und Mischwäldern der Gebirge Mittel- und Südeuropas. Er gedeiht vor allem im Schatten und Halbschatten. Er bevorzugt frische und sickerfeuchte Schlucht- und Auwälder, Waldränder und Waldschläge. Er gedeiht am besten auf meist kalkfreien Böden, die jedoch reich an anderen basischen Kationen sind. Er ist in Mitteleuropa eine Fagetalia-Ordnungscharakterart.

## Taxonomie
Die Erstveröffentlichung von Salvia glutinosa erfolgte 1753 durch Carl von Linné in Species Plantarum, Tomus 1, S. 26. Synonyme für Salvia glutinosa L. sind: Sclarea glutinosa (L.) Mill., Glutinaria glutinosa (L.) Raf., Drymosphace glutinosa (L.) Opiz, Glutinaria acuminata Raf. Das Artepitheton glutinosa bedeutet klebrig.

## Verwendung
Anders als beim Echten Salbei sind beim Klebrigen Salbei keine medizinischen Anwendungsgebiete belegt. Die aromatischen Blätter werden bisweilen als Aromatisierungsmittel Landweinen zugesetzt. Der Presssaft wurde auch zur Behandlung von Wunden angewandt. 
Der Klebrige Salbei wird auch als Zier- und Wildgartenpflanze, insbesondere als Bodendecker, kultiviert. Aufgehängte Pflanzen sind als „biologische“ Fliegen- und Mückenfänger geeignet.